# Joana Darc (política)
Joana Darc Cordeiro de Lima (Manaus, 3 de agosto de 1989) é uma advogada, ativista e política brasileira filiada ao União Brasil (UNIÃO). Atualmente cumpre seu segundo mandato como deputada estadual do Amazonas.
Nas eleições de 2022, Joana foi reeleita deputada estadual do Amazonas, sendo a mulher mais votada na história do estado e a segunda colocada no pleito, atrás apenas de Roberto Cidade.

## Biografia

### Ativismo
Joana luta pela causa da mulher, dos idosos, das pessoas com deficiência e, principalmente, a causa animal, que é um dos pilares em sua carreira política. Em 2011, ela fundou a ONG PATA (Proteção, Adoção e Tratamento Animal). A organização tem por objetivo principal lutar por mais políticas públicas e assistencialistas para os animais, além de promover a conscientização das pessoas para o cuidado e a proteção deles. 
Em 2018, Joana se desligou da presidência da ONG para disputar as eleições estaduais do mesmo ano, porém ela continua participando da organização como voluntária e apoiadora.[carece de fontes?]

### Trajetória política
Em 2 de outubro de 2016, Joana Darc foi eleita vereadora do município de Manaus pelo Partido da República (PR). Com 100% das urnas eletrônicas apuradas, ela recebeu 3.261 votos.
Em 7 de outubro de 2018, foi eleita deputada estadual do Amazonas pelo mesmo partido que a elegeu vereadora. Com as urnas eletrônicas totalizadas, ela recebeu 26.816 votos.
Em 2 de outubro de 2022, foi reeleita deputada estadual do Amazonas pelo União Brasil (UNIÃO). Ao fim da apuração, ela recebeu 87.182 votos ou 4,42% dos votos válidos, sendo a 2ª candidata com maior número de votos do Amazonas e a mulher mais votada na história do estado.

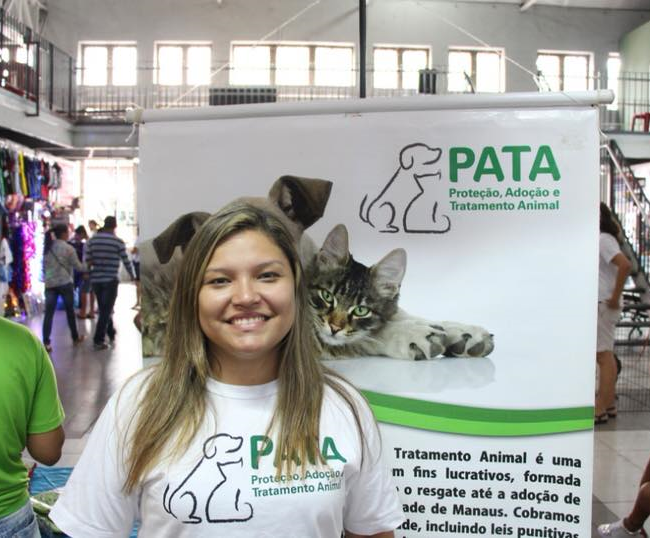
Evento de adoção promovido pela ONG PATA em 2018.
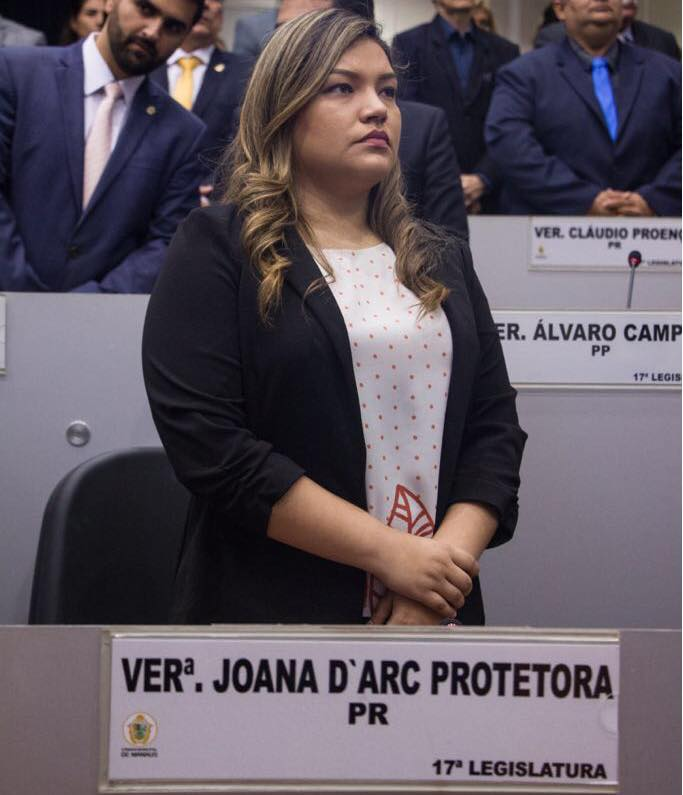
Joana em sessão plenária na Câmara Municipal de Manaus em 2018
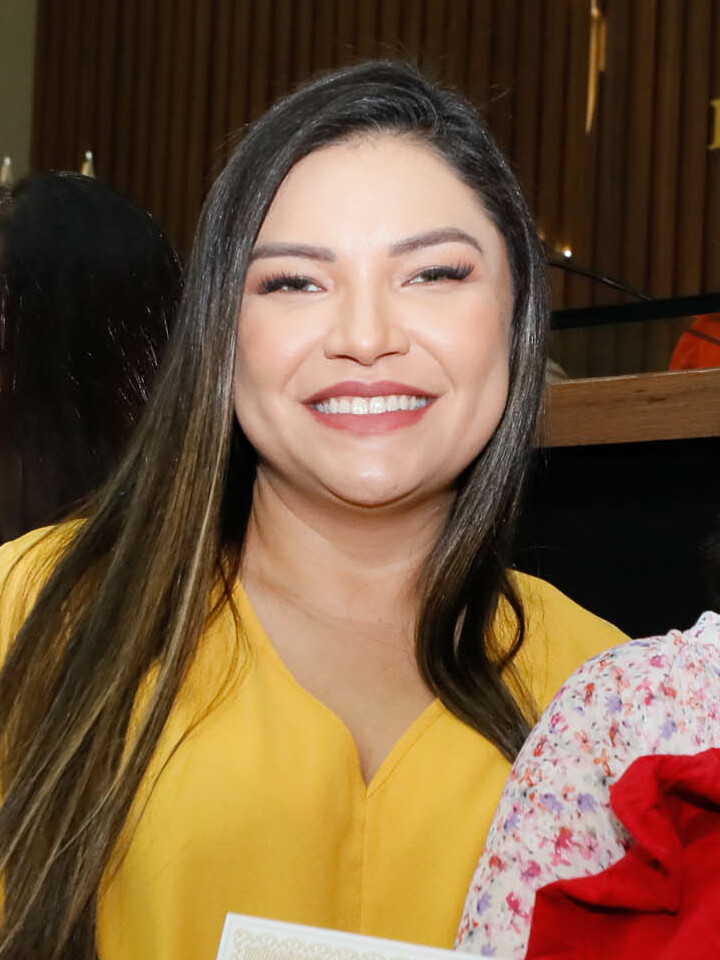
Darc na Assembleia Legislativa do Amazonas em 2023

### Desempenho em eleições
| Ano  | Eleição              | Partido | Candidato a       | Votos  | %    | Resultado | Observações         | Ref.  |
| ---- | -------------------- | ------- | ----------------- | ------ | ---- | --------- | ------------------- | ----- |
| 2016 | Municipal de Manaus  | PR      | Vereadora         | 3.261  | 0,32 | Eleita    | Eleita 70º lugar    | [ 5 ] |
| 2018 | Estadual no Amazonas | PR      | Deputada estadual | 26.816 | 1,41 | Eleita    | Eleita em 12º lugar | [ 6 ] |
| 2022 | Estadual no Amazonas | UNIÃO   | Deputada estadual | 87.182 | 4,42 | Eleita    | Eleita em 2º lugar  | [ 2 ] |

## Controvérsias

### Caso capivara Filó
Em abril de 2023, um acontecimento inusitado envolveu Joana Darc em uma polêmica que ganhou grande destaque e repercussão em manchetes e nas redes sociais. O incidente girava em torno de uma capivara chamada Filó e seu dono, Agenor Tupinambá, que enfrentava diversas acusações de maus tratos a animais e disputas sobre a posse do bicho silvestre.
Agenor Tupinambá é um ruralista e influenciador digital que compartilhava sua vida e rotina com seus seguidores ao lado de sua capivara chamada Filó. O caso veio a tona após o Instituto Brasileiro do Meio Ambiente e dos Recursos Naturais Renováveis (IBAMA) autuar Agenor pela tutela da capivara, além de outros crimes ambientais praticados por ele, como a exploração de forma ilegal de outros animais silvestres para que o influenciador produzisse conteúdo na internet e conseguisse likes. Agenor foi multado em 17 mil reais e obrigado a apagar todos os vídeos que havia publicado em suas redes sociais. Foi nesse momento em que Joana saiu em defesa de Agenor, segundo ela, ele estava sendo perseguido injustamente e como se fosse um criminoso.
Em 27 de abril de 2023, com uma promessa que seria bem tratada, a capivara foi entregue ao Centro de Triagem de Animais Silvestres (CETA), vinculado ao órgão de fiscalização ambiental, onde seria mantida até que pudesse ser reintegrada à natureza. No dia 29, Joana Darc invadiu as dependências internas do CETA, desrespeitou os agentes do IBAMA e acusou o órgão ambiental de ter enganado Agenor, após encontrar o animal em uma gaiola. Nas redes sociais, a deputada estadual ainda expôs as condições precárias que o órgão se encontrava após saber da existência de um ambiente sujo e de vacinas vencidas. No Twitter, o IBAMA postou uma nota destacando novamente os crimes pelos quais Agenor foi autuado e acusou a deputada de disseminar notícias falsas. Após todas as controvérsias envolvendo os nomes de Joana Darc e de Agenor, a Justiça Federal concedeu a guarda provisória da capivara ao influenciador no dia 30 do mesmo mês.

#### Repercussão do caso na Assembleia Legislativa
No dia 20 de abril, o caso da capivara Filó teve repercussão na Assembleia Legislativa do Amazonas. Usando a tribuna para falar sobre os problemas relacionados a saúde pública do estado, Wilker Barreto disse haver uma inversão de valores no Brasil, afirmando que as pessoas das redes sociais estão mais preocupadas com a multa aplicada ao Agenor do que aos problemas dos hospitais, menosprezando a relevância da causa da capivara em comparação com a crise de saúde enfrentada no Amazonas. Joana havia entendido que Wilker queria desmerecer e diminuir os valores e a importância de sua causa, começando assim uma grande discussão. Após diversas gritarias e trocas de insultos em ambas as partes, Darc acusou o deputado de ser misógino e ameaçou denunciá-lo por violência política.